# Kinshaties yuanmowensis
Kinshaties yuanmowensis är en insektsart som beskrevs av Zheng, Z. 1977. Kinshaties yuanmowensis ingår i släktet Kinshaties och familjen gräshoppor. Inga underarter finns listade i Catalogue of Life.